# 艾尔·比安奇
艾尔弗雷德·A·比安奇（英語：Alfred A. Bianchi，1932年3月26日—），美国NBA联盟前职业篮球运动员。他在1954年的NBA选秀中第2轮第18顺位被明尼阿波利斯湖人选中。